# Pedro Acevedo-Rodríguez
Pedro Acevedo-Rodríguez (ur. 1954) – portorykański botanik specjalizujący się w roślinach pnących Karaibów. Jego autorstwo nazw naukowych roślin zapisywane jest skrótem Acev.-Rodr.
Urodził się 24 grudnia 1954 w San Juan w Portoryko. Dorastał w rejonie metropolitalnym San Juan, ale wiele czasu spędzał w portorykańskich górach. Uczęszczał do koledżu w Mayagüez, gdzie otrzymał tytuł licencjacki z biologii w 1977, po czym wrócił do San Juan by pracować w kilku rządowych agencjach związanych z zasobami naturalnymi. Napisał w tym czasie ilustrowany przewodnik po portorykańskich pnączach. W 1984 przeprowadził się do Nowego Jorku, gdzie studiował systematykę roślin na City University of New York we współpracy z New York Botanical Garden. W tym czasie stał się ekspertem w dziedzinie taksonomii mydleńcowatych oraz rozwijał swoje zainteresowania florą Karaibów i taksonomią pnączy. Wiosną 1989 uzyskał stopień doktora oraz dostał posadę kuratora nadzwyczajnego na wydziale botanicznym Smithsonian University.
Pedro należy do American Society of Plant Taxonomists, International Association of Plant Taxonomy, Latin-American Botanical Society, Organization for Flora Neotropica, Sociedad Botanica del Ecuador oraz jest redaktorem nadzwyczajnym Caribbean Journal of Sciences. W latach 1991–2005 był członkiem Washington Biologists’ Field Club.